# 松江大桥
松江大桥位于中国吉林省吉林市，是跨越松花江的一座桥梁，连接昌邑区和龙潭区。1957年通车。大桥北端与滨江北路连接；南端与松江北路连接。
大桥全长489米，宽23米，双向4车道。